# Terme di Costantino (Arles)
Le Terme di Costantino o terme del Nord sono terme romane del IV secolo, che si trovano ad Arles, sulle rive del Rodano.

## Storia
Queste terme furono costruite all'inizio del IV secolo, quando l'imperatore Costantino risiedeva ad Arelate. Conosciute, nel Medioevo, con il nome di "Palais de la Trouille", sono state tradizionalmente considerate, a torto, le rovine di un palazzo che avrebbe fatto erigere l'imperatore Costantino.
I resti delle terme sono classificati monumento storico nella lista del 1840, mentre le mura romane e le cantine annesse sono state classificate nel 1922.
Sono state ristrutturate, dal 1980 al 1995, dopo l'acquisizione del monumento da parte della città di Arles.

## Descrizione
Le terme del Nord (Terme di Costantino) sono tra le meglio conservate in Francia, insieme alle Terme di Chassenon nella Charente e alle Terme di Cluny a Parigi. I bagni termali sono stati parzialmente ripuliti nel XIX secolo.
I resti attualmente visibili corrispondono al calidarium, con pavimenti riscaldanti sospesi (ipocausto) con tre piscine (solia). Due sono rettangolari mentre la terza, con abside semicircolare con tre finestre, è coperta da una semi-cupola. Il calidarium comunica con il laconicum o forno secco e il tepidarium o bagno tiepido, terminando ad ovest con un'abside semicircolare.

Terme viste da nord
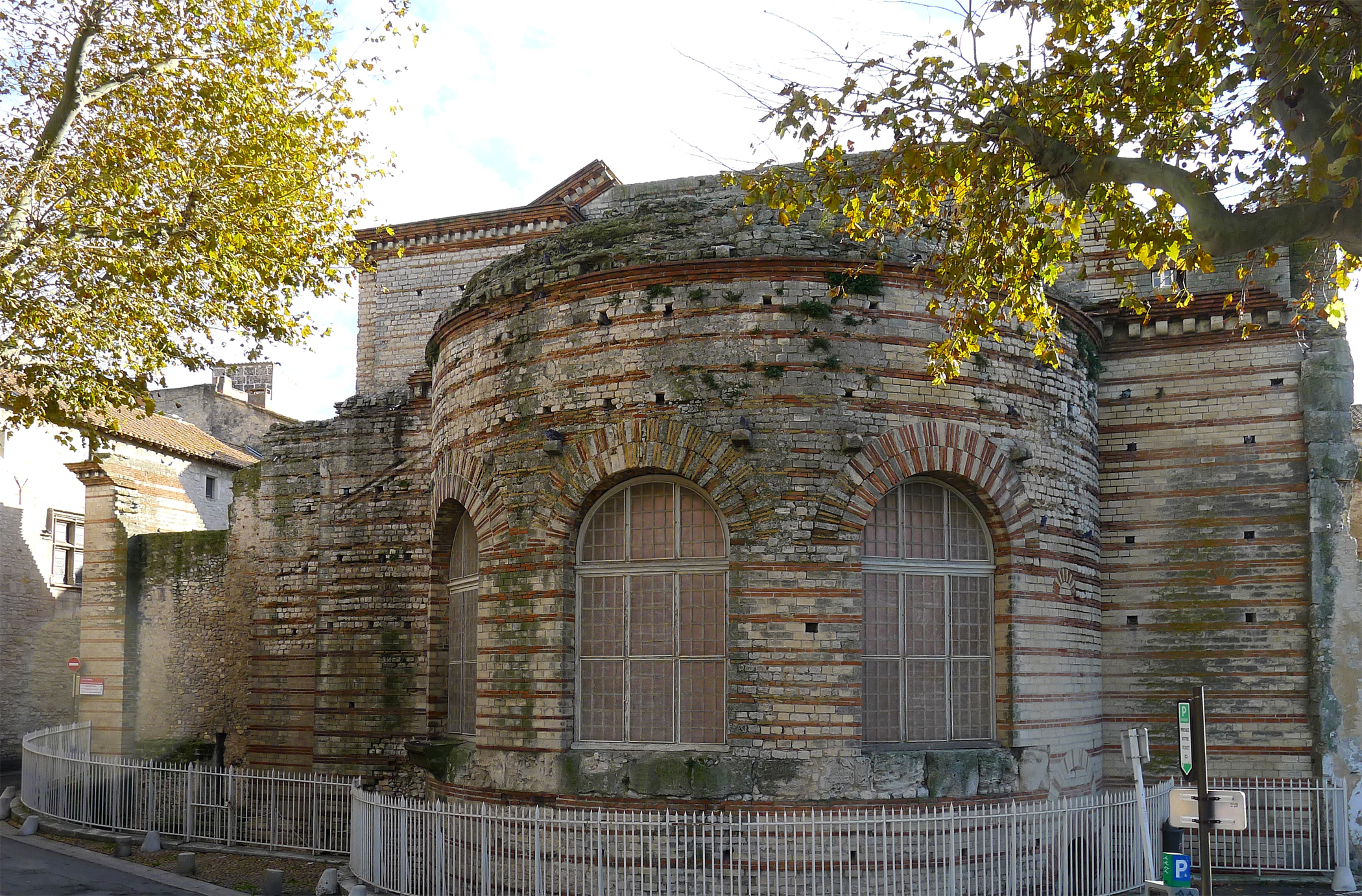
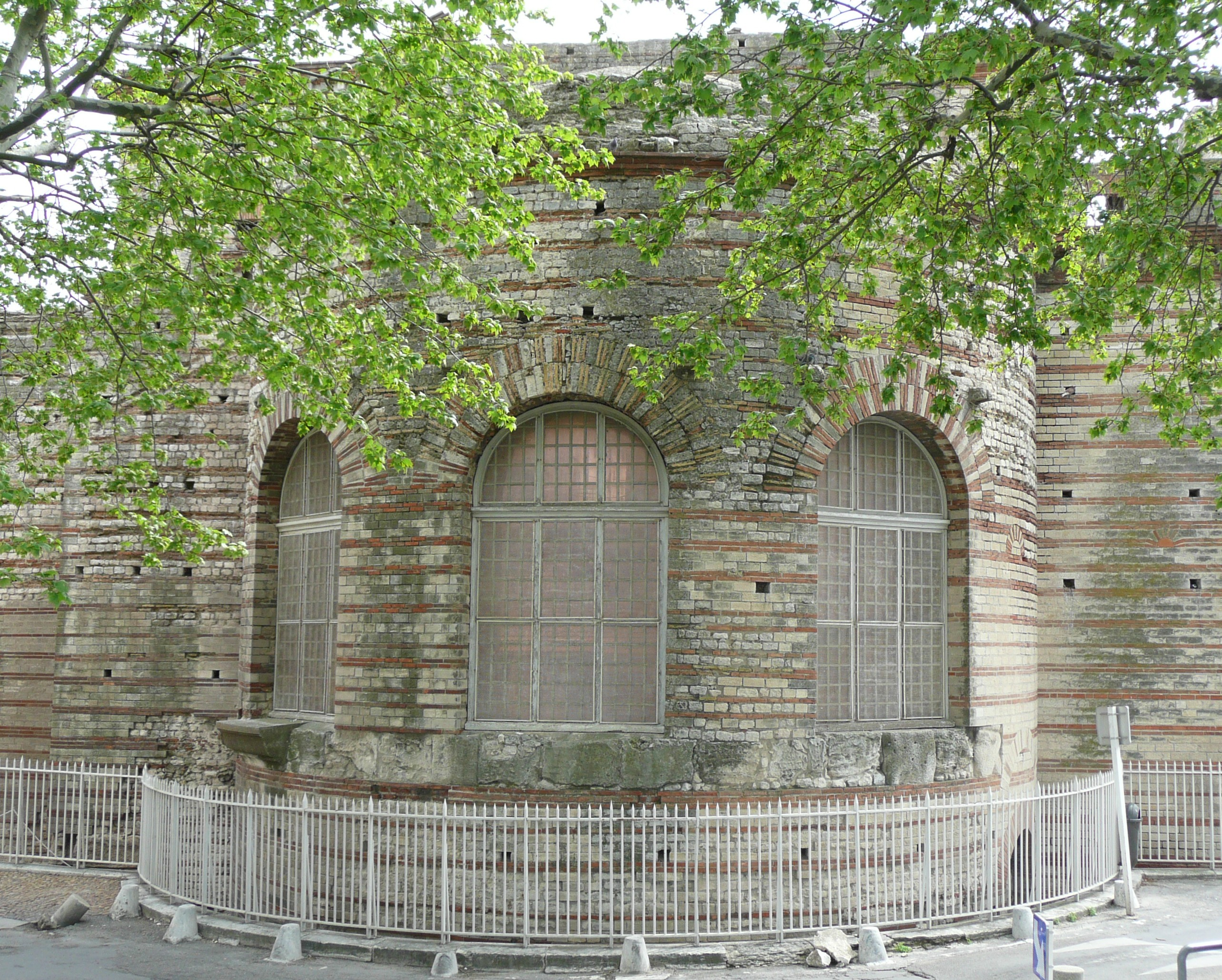
Vista del solium semi-circolare
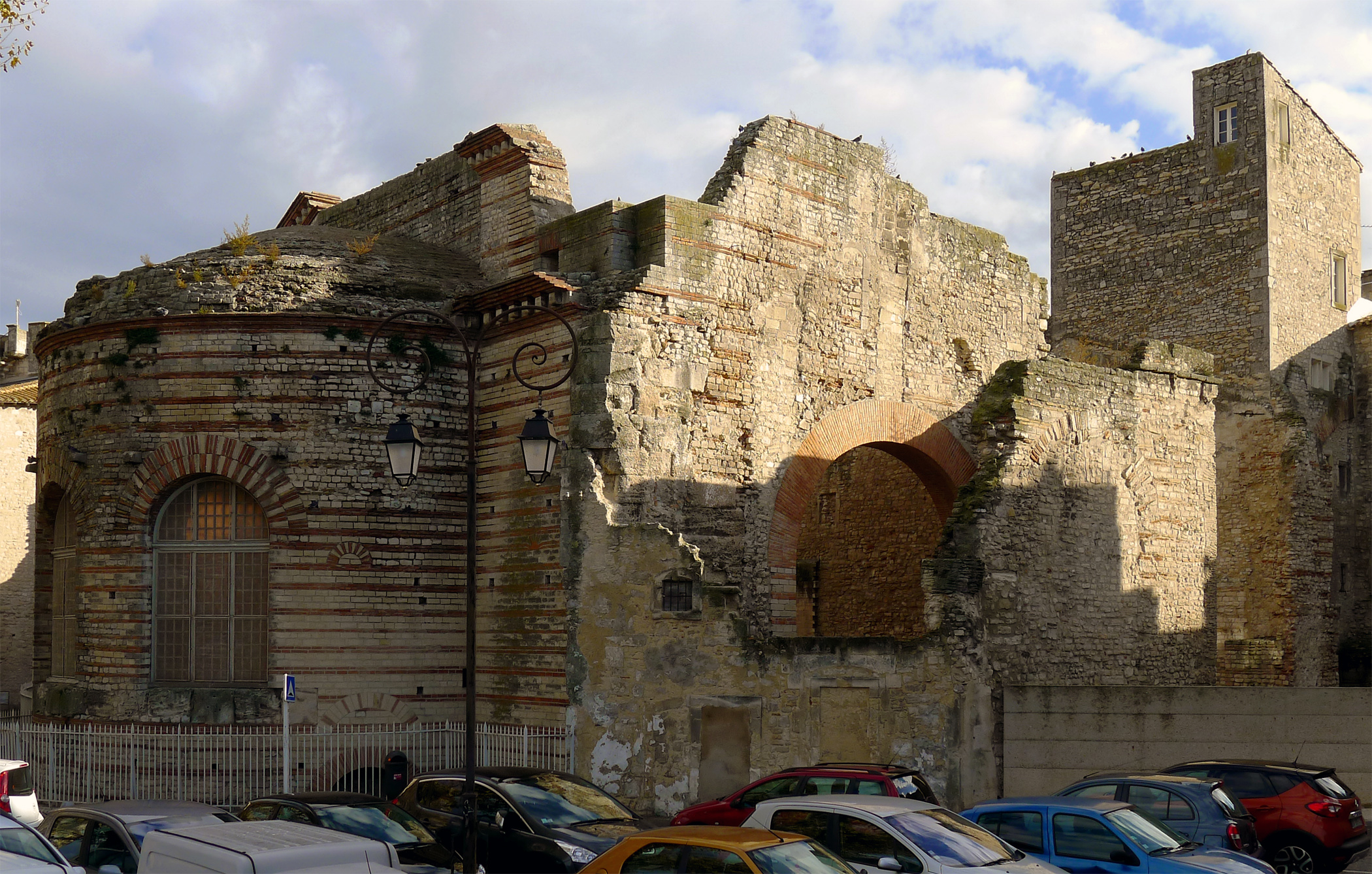

Le altre parti di queste terme, situate più a sud, non sono state ancora portate alla luce.

Qualche dettaglio
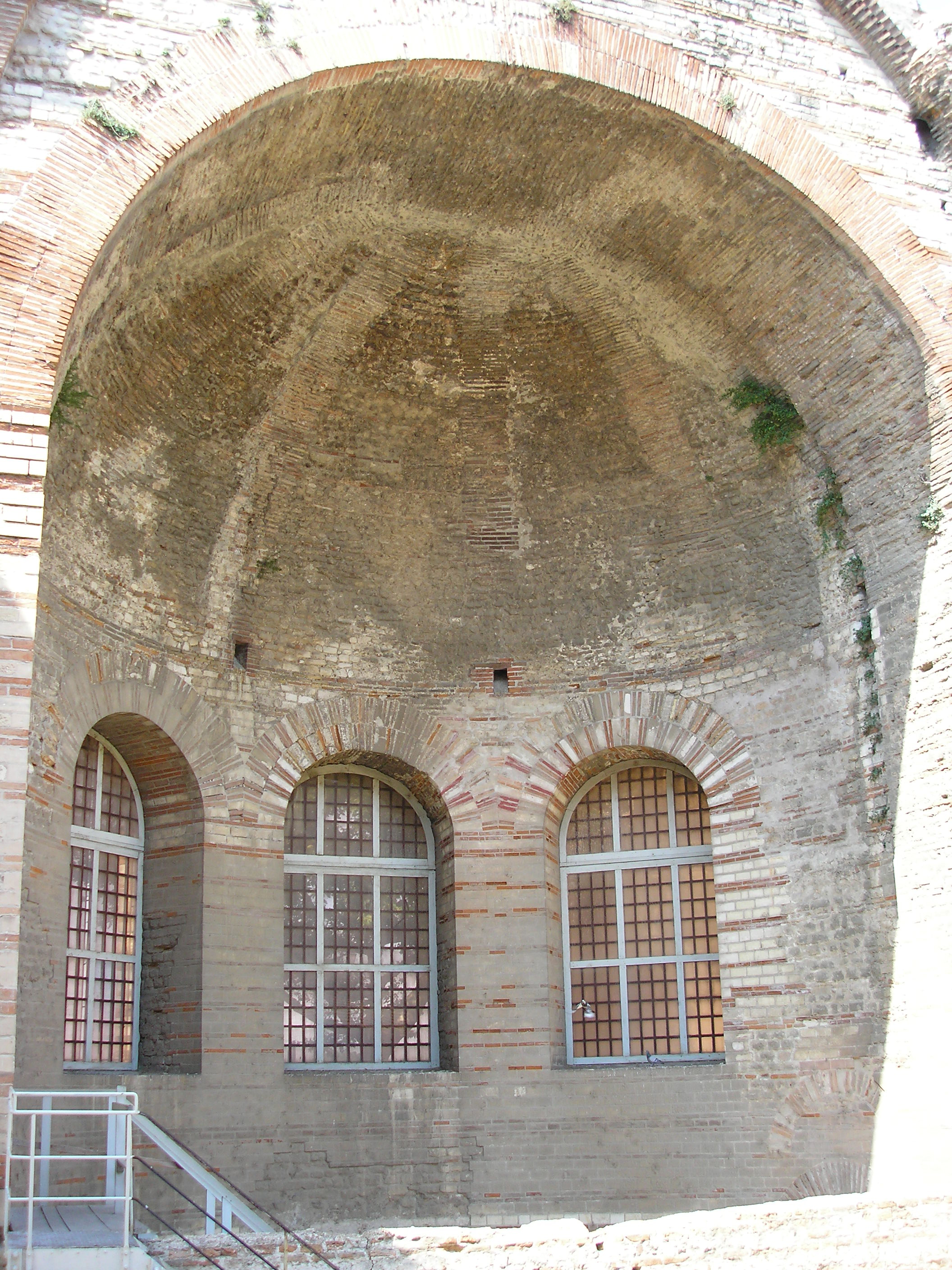
La volta del caldarium
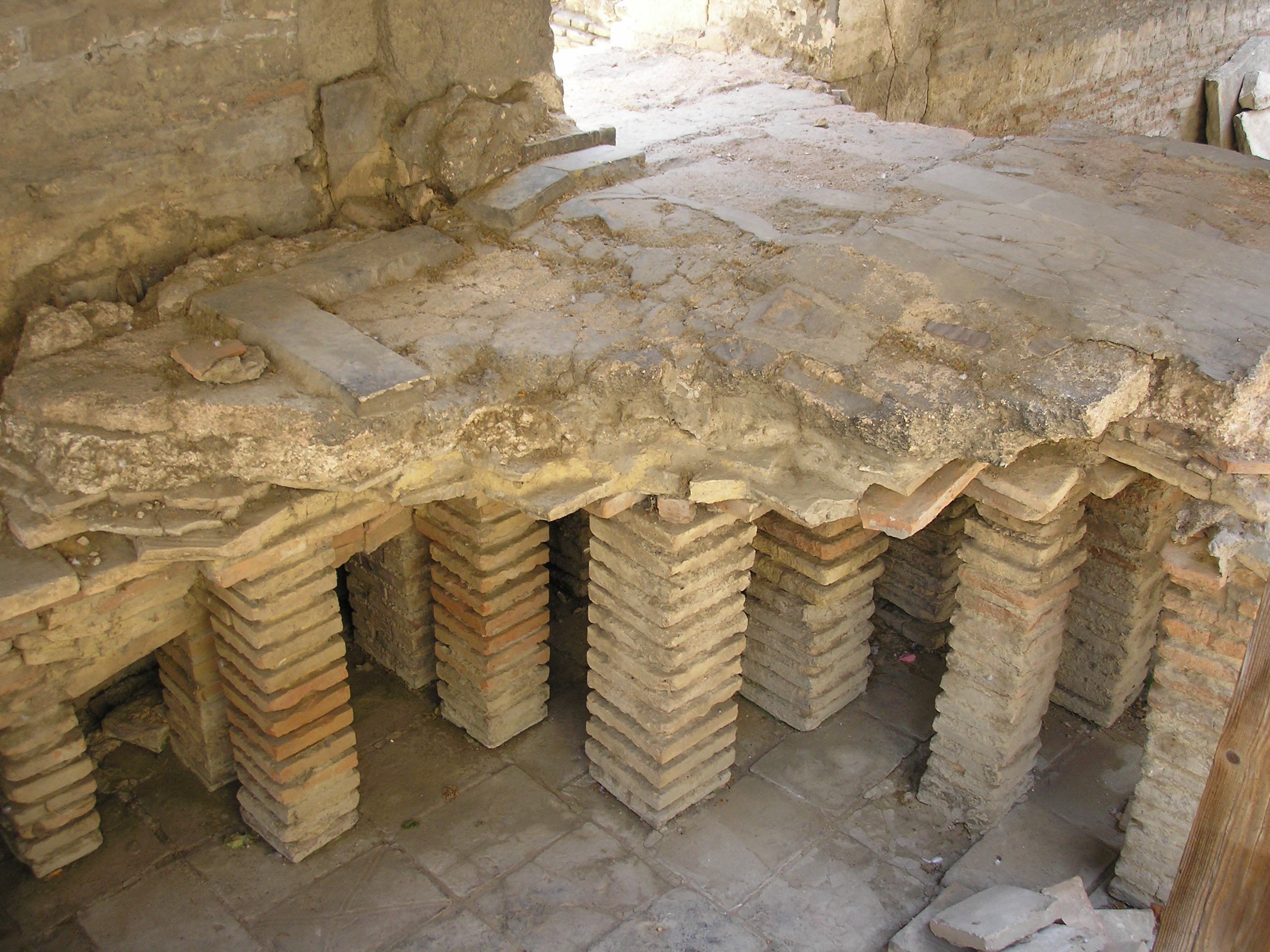
Ipocausto
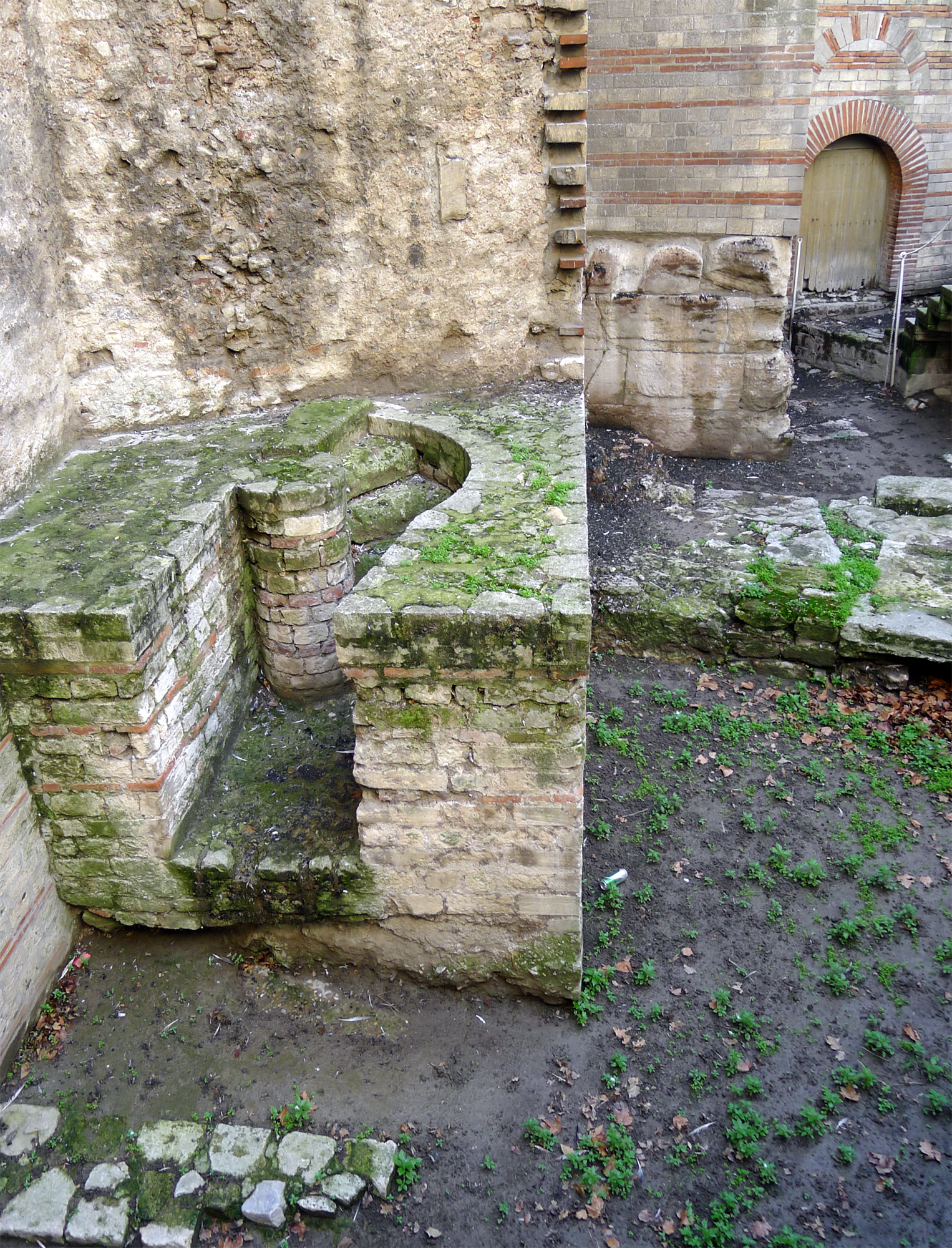
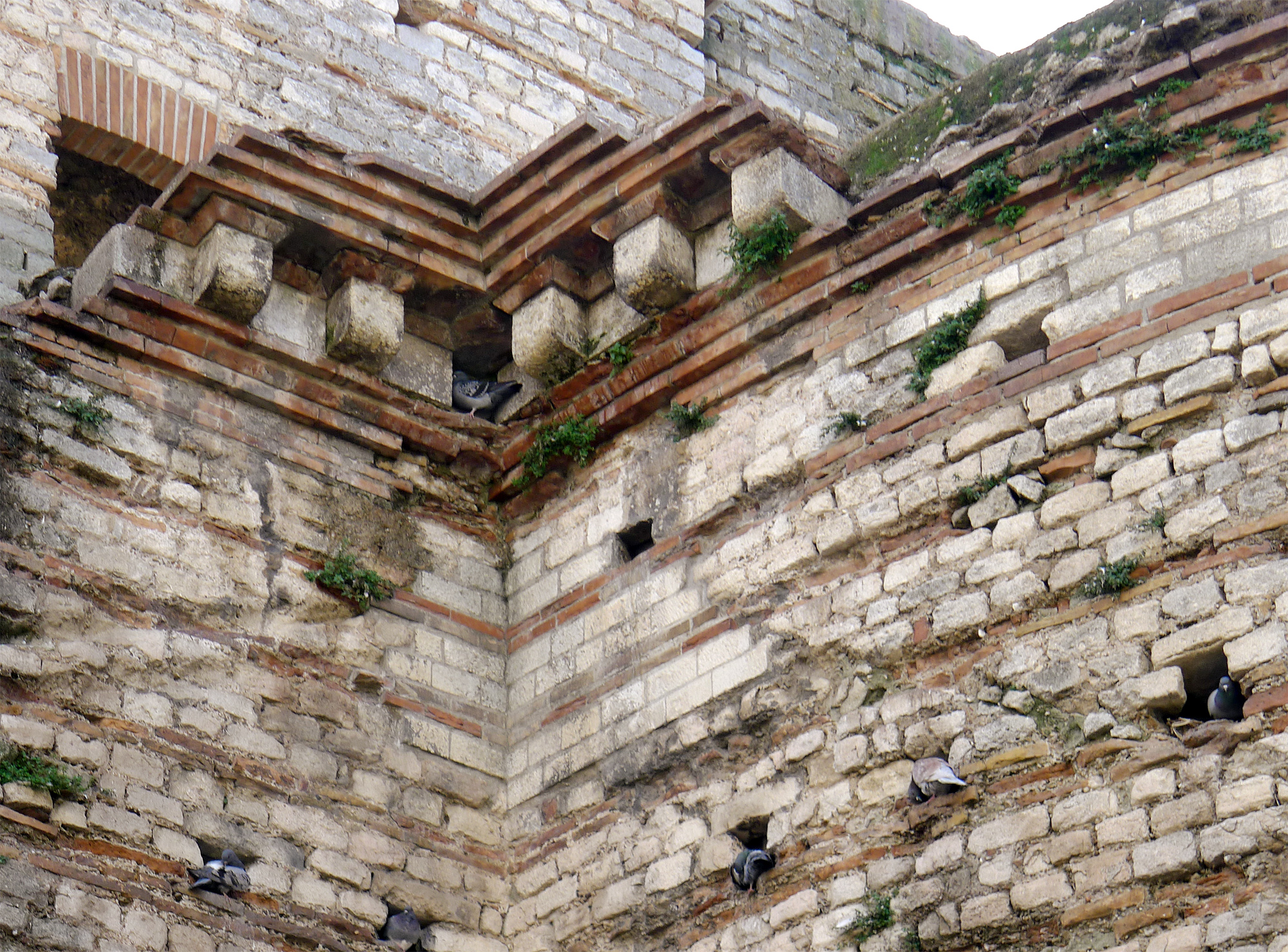
Struttura delle mura
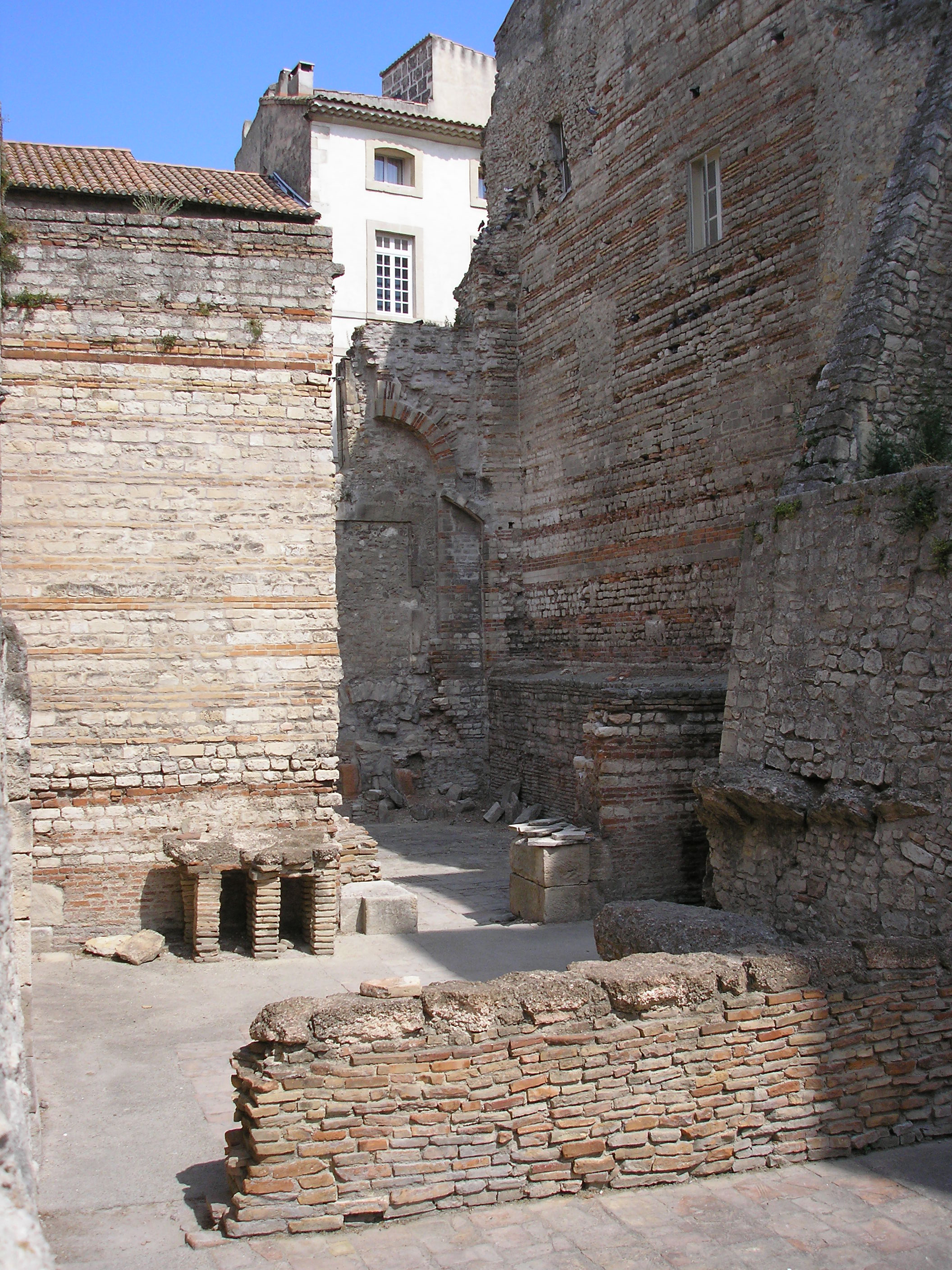
Terme di Costantino